# Levedi
Levedi, Lebed, Levedias, Lebedias ali Lebedi je bil madžarski poglavar.
Po pisanju v De administrando imperio bizantinskega cesarja Konstantina VII. Porfirogeneta je bil Levedi prvi vojvoda Madžarov, ki se je izkazal v vseh vojnah s Hazari in slovel po svoji hrabrosti. Hazari so mu dali v zakon svojo princeso, "da bi z njo imel otroke", vendar je zakon ostal brez njih.
Ko so Hazari porazili Pečenege in jih prisilili, da se naselijo na ozemlju Madžarov, katere so porazili in razbili v dve skupini, so Hazari izbrali kneza Levedija, "prvega med Madžari, in ga poskušali postaviti za kneza madžarskih plemen, ki bi bil poslušen in ubogal hazarske ukaze". Hazarski kagan je po Konstantinovem mnenju sprožil centralizacijo oblasti madžarskih plemen, da bi okrepil svojo lastno oblast nad njimi. Levedi je ponudbo zavrnil, ker ni bil "dovolj močan za to opravilo". Namesto tega, trdi Konstantin, je za kneza Madžarov predlagal drugega madžarskega vojvodo: Álmoša ali njegovega sina Árpáda.
Madžarsko ozemlje med reko Volgo in Uralom, imenovano Lebedija, se je po Levediju preimenovalo v Levedijo.

## Ime in naslov
Edini vir, ki govori o Levedijevem življenju, je De administrando imperio cesarja Konstantina VII. Porfirogeneta, napisan okoli leta 950. Po eni od teorij ime Levedi izhaja iz slovanske besede lebed – labod. Zgodovinar Omelijan Pricak meni, da je njegovo ime pravzaprav naslov, ki izhaja iz turškega izraza alp edi, ki pomeni hraber gospod. Madžarski zgodovinar Gyula Kristó zavrača Pritsakovo teorijo in pravi, da je Levedijevo ime povezano z madžarsko besedo lesz – biti. Znanstveniki se strinjajo z mnenjem, da je ime verjetno ugrofinskega izvora. Znanstveniki na drugi strani trdijo, da pokrajina Lebedija ni dobila imena po madžarskem poglavarju, ampak kvečjemu obratno. Kristó o tej trditvi meni, da je v nasprotju z madžarsko prakso dajanja osebnih imen.

## De administrando imperio
V De administrando imperio je Levedi omenjen kot vojvoda enega od sedmih madžarskih klanov, ki so nekaj časa živeli skupaj s Hazari. Z njimi naj bi se kot zavezniki borili v vseh hazarskih vojnah. Hazarski kan je dal Levediju za zavezništvo in njegov osebni pogum za ženo eno od hazarskih plemkinj, ki pa ni bila iz kanove družine. Levedi z njo ni imel otrok.
Pečenege, za katere Konstantin pravi, da so se pred tem imenovali Kangar  (Κάγγαρ), so Hazari premagali in jih potisnili na ozemlje Madžarov. Pečenegi so v vojni, ki je sledila, Madžare porazili in jih prisilili zapustiti njihovo domovino. Madžari, ki jih Konstantin vztrajno imenuje Turki, so se razdelili v dve skupini: ena je odšla v Perzijo (Περσία), druga, v kateri je bil tudi Levedi, pa na zahod. Hazarski kan je slednjim poslal sla z zahtevo, da mu izročijo Levedija. Levedi se je kanovi zahtevi odzval in ga ob srečanju z njim vprašal, zakaj se je moral vrniti. Kan mu je odgovoril, da ga je nameraval  kot plemenitega in hrabrega moža povišati v njemu poslušnega vojvodo Madžarov. Levedi mu je odgovoril, da je zelo počaščen, vendar za vojvodo ni dovolj niti močan niti poslušen. Namesto sebe je za vojvodo predlagal Álmoša in njegovega sina Árpáda. Kagan je bil z odgovorom zadovoljen, potem pa sta skupaj za vojvodo izbrala Árpáda, predvsem zaradi njegove modrosti. Do takrat, ko je Konstantin pisal svoj De administrando, Pečenegi niso več napadli Madžarov.
Levedijev naslov vojvoda je slovanskega porekla. Cesar Konstantin ga je dosledno uporabljal za poglavarje vseh sedmih madžarskih plemen. Zgodovinar Dezső Paizs pravi, da je bil Levedi poglavar samo plemena Megyer, enega od sedmih predniških madžarskih plemen, vendar njegova teorija ni bila na splošno sprejeta.

## Opombi
1. ↑  Ne glede na njegov izvor, so znanstveniki svarili pred tem, da bi etimologija imena samodejno kazala na etnično pripadnost nosilca. Madžari so stoletja sobivali s Turki, ki so jim dali pomemben genetski, jezikovni in kulturni prispevek. Okoli 10% korenov madžarskih imen je turških. Besede, povezane s pašništvom, so večinoma turškega izvora. Turškega izvora je tudi 50% besed, povezanih s poljedelstvom, in veliko imen živali in rastlin.[18] Izjeme niso niti plemenska imena, saj je večina nihovih imen turškega izvora.[19] V 18. in v 19. stoletju se je celo razpravljalo o tem, ali naj se madžarski jezik uvrsti med turške jezike.[20] Turškega izvora je bila tudi zgodovinska družbena struktura Madžarov.[21] Velik vpliv na madžarski jezik je imel tudi slovanski jezik.[20] Madžari kljub temu niso niti turško niti slovansko ljudstvo.[22]
2. ↑  Skupno protiofenzivo Pečenegov in Bolgarov proti Madžarom je pravzaprav  povzročila intervencija Madžarov v spopadu med Prvim bolgarskim cesarstvom in Bizantinskim cesarstvom.[26]